# 새고아미
새고아미 벼는 농촌진흥청 국립식량과학원에서 개발한 쌀국수 전용 품종 벼이다.

## 개발 연혁
2002년 육성된 고아미 벼의 내병성과 재배적 안정성이 부족하여 이를 개선하여 도열병 및 도복 등 재배적 특성을 보완하여 개발하였다.

## 재배 특성
새고아미는 출수기가 8월 16일 정도인 중만생종으로서 도열병 및 흰잎마름병 저항성을 보강하고, 특히 고아미벼의 재배안정성이 부족했던 내도복성이 크게 개선되었다. 주요 적응지역은 중부내륙 및 영남지방으로서 수량성은 전국 시험지 5개 평균이 503kg/10a로서 일반벼 대비 5% 정도 감수를 보였다. 그러나, 새고아미의 제면특성 및 품질은 고아미 벼에 비해 우수한 것으로 평가되었다.